# Élection présidentielle béninoise de 2026
L’élection présidentielle béninoise de 2026 a lieu le 12 avril 2026 afin d'élire le président de la République du Bénin pour un mandat de cinq ans. 

## Contexte
L'élection intervient peu après des élections législatives organisées le 11 janvier. 
Le président Patrice Talon, qui en est alors à son deuxième et dernier mandat constitutionnel, déclare à plusieurs reprises ne pas avoir l’intention de modifier la constitution pour se présenter à sa réélection.

## Système électoral
Le président du Bénin est élu au scrutin uninominal majoritaire à deux tours pour un mandat de cinq ans renouvelable une fois. Si aucun candidat n’obtient la majorité des voix au premier tour, les deux candidats arrivés en tête s’affrontent lors d’un second tour organisé dans les quinze jours suivant le premier tour. Depuis un amendement constitutionnel adopté en novembre 2019, chaque candidat à la présidence doit se présenter avec un candidat à la vice-présidence. Ce colistier a également un mandat de cinq ans et est chargé de terminer le mandat du président en cas de destitution ou d'autre empêchement.
Les candidats doivent être de nationalité béninoise de naissance, ou l'avoir obtenue depuis au moins dix ans, résider au Bénin, être de « bonne moralité et d'une grande probité », jouir de leurs droits civils et politiques, être âgés de plus de 40 ans et de moins de 70 ans au moment de leur candidature, et jouir d'un état complet de bien-être physique et mental dûment constaté par un collège de trois médecins assermentés par la cour constitutionnelle. À ces conditions s'ajoute, depuis un amendement voté en 2019, l'obligation de réunir les parrainages d'au moins 10 % du total des 83 députés et 77 maires du pays, soit 16 parrainages.

## Candidats

### Déclaré
- Daniel Edah[7]
- Kémi Séba[2],[8]